# Айтым
Айтым (каз. "Әйтім ауылы", до 199? г. — Кенес) — село в Павлодарском районе Павлодарской области Казахстана. Входит в состав Кенесского сельского округа. Код КАТО — 556047200.

## Население
В 1999 году население села составляло 387 человек (203 мужчины и 184 женщины). По данным переписи 2009 года, в селе проживало 346 человек (179 мужчин и 167 женщин).